# هيكتور أليزوندو
هيكتور أليزوندو (بالإنجليزية: Héctor Elizondo)‏ مواليد 22 ديسمبر 1936 في نيويورك، هو ممثل أمريكي بدأ مسيرته الفنية عام 1963. كما أنه من الفائزين بجائزة إيمي.

## الأعمال
- امرأة جميلة
- شرطي بيفرلي هيلز 3
- باتمان:لغز المرأة الوطواط
- جورجيا رول
- الحب في زمن الكوليرا
- عيد الحب
- ليلة رأس السنة
- قصص مدهشة
- الضاحكون
- علاء الدين

## وصلات خارجية
- هيكتور أليزوندو على موقع IMDb (الإنجليزية)
- هيكتور أليزوندو على موقع روتن توميتوز (الإنجليزية)
- هيكتور أليزوندو على موقع ألو سيني (الفرنسية)
- هيكتور أليزوندو على موقع ميوزك برينز (الإنجليزية)
- هيكتور أليزوندو على موقع أول موفي (الإنجليزية)
- هيكتور أليزوندو على موقع قاعدة بيانات برودواي على الإنترنت (الإنجليزية)
- هيكتور أليزوندو على موقع قاعدة بيانات الأفلام السويدية (السويدية)
- هيكتور أليزوندو على موقع إن إن دي بي (الإنجليزية)
- هيكتور أليزوندو على موقع ديسكوغز (الإنجليزية)
- هيكتور أليزوندو على موقع قاعدة بيانات الفيلم (الإنجليزية)